# Zespół wibracyjny
Zespół wibracyjny (choroba wibracyjna) – choroba zawodowa pracowników narażonych na długotrwałe działanie drgań mechanicznych. 
Wibracje mogą pochodzić od maszyn i narzędzi pracy (pilarek, szlifierek, tokarek, młotów pneumatycznych, wiertarek, maszyn do szycia) i działać na człowieka miejscowo poprzez kończyny górne bądź też przenosić się przez podłoże, stanowisko pracy lub środki transportu, działając ogólnie na cały organizm.

## Objawy
Narażenie na wibracje może powodować:
- obniżenie lub wzrost ciśnienia krwi
- zaburzenia czynności układu nerwowego
- zaburzenia wielonerwowe, m.in. tzw. lumbago
- reakcje skurczowe naczyń krwionośnych
- zaburzenia czucia
- zaburzenie ukrwienia i odżywienia tkanek
- zwolnienie i zaburzenia akcji serca
- zmiany chorobowe narządu ruchu
- zwyrodnienie stawów, torbiele kostne
- zespół cieśni nadgarstka

Większość zmian jest trwała i może być przyczyną nieodwracalnego kalectwa.
Jednym z objawów choroby wibracyjnej u osób narażonych na wibracje kończyn górnych jest tzw. wtórny objaw Raynauda polegający na bladości palców, odrętwieniu rąk i nadmiernej wrażliwości na zimno (w języku angielskim nosi on nazwę vibration white finger).

## Zapobieganie
Obecnie w związku z postępem techniki oraz rozwojem wiedzy na temat przyczyn zespołu wibracyjnego maszyny, narzędzia i środki transportu są budowane w taki sposób, by ograniczyć przenoszenie drgań na operatora. Duże maszyny i pojazdy mają amortyzowane siedziska, które ograniczają przenoszenie drgań do najniższych częstotliwości. W przypadku obrabiarek i narzędzi duże znaczenie ma przestrzeganie przepisów bezpieczeństwa i higieny pracy; przykładowo: w przypadku pracowników obsługujących pilarki ważne jest okresowe wykonywanie przeglądów i ostrzenie, ponadto, pracownicy są obowiązani do robienia częstych, kilkuminutowych przerw w pracy.
Pomimo tego udział choroby wibracyjnej w ogólnej liczbie chorób zawodowych wciąż rośnie.

## Narażone grupy zawodowe
Najwięcej przypadków choroby wibracyjnej stwierdza się w branży górniczej, przetwórstwie przemysłowym, rolnictwie, leśnictwie, geotechnice oraz budownictwie. Szczególnie duże narażenie obejmuje również lekarzy stomatologów.